# Die Frau ohne Namen
Die Frau ohne Namen ist ein zweiteiliger, deutscher Sensations- und Abenteuer-Stummfilm von 1927 von Georg Jacoby mit Elga Brink in der Titelrolle.

## Handlung
Die Amerikanerin Violett Jeffry besitzt eine ziemlich schlecht gehende Sportzeitung und möchte ihr Blatt wieder auf die Beine bringen. Daher hat sie sich einen Reklametrick einfallen lassen: Violett stiftet demjenigen 1000 Dollar, der sie während einer dreimonatigen Weltreise aufstöbert und zum nächsten US-Konsulat bringt. Frank Milton, ein smarter und gutaussehender Journalist, arbeitet als Redakteur beim Konkurrenzblatt. Er will sich unbedingt diesen Preis angeln und am besten auch noch die Frau, auf die er schon seit geraumer Zeit ein Auge geworfen hat, gleich dazu.
Frank folgt Violett kreuz und quer über den Globus. Beider Reisestationen sind Arizona, San Francisco, Honolulu, Japan und China. Auf ihren abenteuerlichen Wegen müssen Violett und Frank zahlreiche Abenteuer bestehen, und der junge Mann rettet die Chefin von der Konkurrenz schließlich aus so manch gefährlicher Situation wie etwa beispielsweise aus einem gefährlichen Schlangentempel. Am Ende bekommt er zwar nicht die ausgelobten 1000 Dollar, dafür aber Violett Jeffry als seine Zukünftige.

## Produktionsnotizen
Die Frau ohne Namen wurde ab Mai 1926 in den USA, auf Hawaii, in Ostasien und im Berliner Efa-Atelier gedreht: Teil 1 von Mai bis November 1926, Teil 2 von November 1926 bis Januar 1927. Der erste Teil war sechs Akte auf 2720 Meter lang und passierte die Filmzensur am 5. Januar 1927. Die Berliner Premiere war am 27. Januar 1927 im Europahaus und im Marmorhaus. Der zweite Teil besaß eine Länge von 2637 Metern auf ebenfalls sechs Akten. Dieser Teil passierte die Filmzensur am 2. Februar 1927 und wurde einen Tag darauf uraufgeführt. Die Berliner Uraufführungstheater waren der Phoebus-Palast und das Marmorhaus. Für beide Teile wurde ein Jugendverbot ausgesprochen.
Die Filmbauten stammen von Hermann Warm und Franz Schroedter. Alfred Schirokauer hatte die künstlerische Beratung.
Ein Großteil der Besetzung wirkte auch in Jacobys zeitgleich entstandenen Inszenierungen Die Insel der verbotenen Küsse, Colonialskandal und Die Jagd nach der Braut mit, die ebenfalls 1926 während Jacobys Filmexpedition nach Amerika und Südostasien (in Japan und in China) abgedreht wurden.

## Kritik
„Der Erfolg des Films gibt der künstlerischen Zusammenarbeit dieser fröhlich angeregten Weltenbummler Georg Jacoby, Alfred Schirokauer, Georg Alexander und der anderen am Erfolg nicht minder beteiligten Partner vollkommen recht. Es ist ein reizender, unbefangen aller Schönheiten und zufälligen Abenteuer der Reise bunt verarbeitender Film geworden; eine lustige, flotte Sache, angenehm anregend in ihrem Kunterbunt, nicht zuletzt durch Georg Alexanders entzückende, stets sehr feine ausgespielte trockene Ironie.“

Paimann’s Filmlisten resümierte: „Das Sujet dieses Films, dessen Hauptstärke in der Mannigfaltigkeit der Expeditionsaufnahmen, fremdartigen und exotischen Bauten liegt, ist nicht origineller als ähnliche seiner Art, welche man früher gesehen. Es fehlt ihm die dramatische Steigerung, oft auch der hier etwas dünn gesäte Humor. Zum Schluß gibt es einige wirksame Sensationen. Die Regie ist unter dem erwähnten Gesichtswinkel zufriedenstellend, desgleichen die Darstellung, sehr gut die Photographie.“